# Peter Bogner
Peter Bogner (* 1963 in Wien) ist ein österreichischer Kunsthistoriker, Architekt und Kulturmanager. Er war Direktor des Wiener Künstlerhauses sowie der Österreichischen Friedrich und Lillian Kiesler-Privatstiftung.

## Leben
Peter Bogner maturierte 1981 und studierte Architektur an der Universität für angewandte Kunst Wien bei Hans Hollein und Kunstgeschichte an der Universität Wien. Er war von 1998 bis 2002 Generalsekretär des Verbandes österreichischer Galerien moderner Kunst sowie von 2005 bis 2011 Vorsitzender des Verbandes österreichischer Kunsthistorikerinnen und Kunsthistoriker.
Von 2002 bis 2013 war er Direktor des Wiener Künstlerhauses. Als künstlerischer Leiter des Künstlerhauses stand für Bogner im Vordergrund, den aus der Tradition des Hauses bestehenden Auftrag zur Gestaltung eines diskursiven zeitgenössischen Programms mit der wirtschaftlichen Führung der Betriebe in Einklang zu bringen. Mit anderen Kunstinstitutionen wie dem Wien Museum, den Wiener Festwochen und der Ungarischen Nationalgalerie – zuletzt 2012 zu Mihály Munkácsy – wurde dies umgesetzt. Im Rahmen der Gesamtkonzeption wurde hier der Innovation genauso viel Beachtung geschenkt wie der Geschichte des Künstlerhauses. Etwa kuratierte Bogner 2012 gemeinsam mit Patrick Fiska eine Ausstellung zu seinem ehemaligen Mitglied Gustav Klimt, um dessen Beziehung zum Künstlerhaus aus aktueller Sicht aufzuarbeiten. Anlässlich 150 Jahre Künstlerhaus wurde erstmals die Rolle dieser Institution und deren Funktionäre im Nationalsozialismus erörtert.
Gemeinsam mit WINK, der Wirtschaftsinitiative neues Künstlerhaus und deren Präsidenten Beppo Mauhart wurde 2010 ein Plan zur stufenweisen Renovierung des Künstlerhauses entwickelt, wie auch ein Ausbauprojekt von Jabornegg & Pálffy und Adolf Krischanitz entworfen, um der Öffentlichkeit die Möglichkeiten für den Standort Karlsplatz vorzuführen. 2012 wurde nach langen Verhandlungen der Einzug des Stadtkinos in das Künstlerhaus Kino abgeschlossen.
Als Kurator begleitet Peter Bogner zahlreiche Projekte im Feld der zeitgenössischen und historischen Kunst und der Architektur. Gemeinsam mit Jan Tabor kuratierte er mega – Manifeste der Anmassung und eine Ausstellung zu Kunst am Bau. Er war mitwirkend bei Projekten des Jüdischen Museums zu Paul Celan und Chaim Soutine und des Wien Museums zu Ungebautes Wien. Bogner gestaltete Werkpräsentationen von Oswald Stimm, Hermann Nitsch, Josef Pillhofer und Alfred Hrdlicka. 2013 kuratierte er die Ausstellung Wagner Extase gemeinsam mit Paulus Manker. In der Kiesler Stiftung stellte er Ausstellungen zu  Bruce Nauman, Lawrence Weiner und Andrés Jaque zusammen. 2016 organisierte er (gemeinsam mit Dieter Bogner und Gerd Zillner) die Friedrich Kiesler Retrospektive im Martin Gropius Bau in Berlin.
Von 2013 bis 2021 war Peter Bogner Direktor der Österreichischen Friedrich und Lillian Kiesler-Privatstiftung.

## Auszeichnungen
- 2013: Ehrenkreuz für Wissenschaft und Kunst der Republik Österreich